# ماري لوك
ماري لوك  (1768 - 1816) شاعرة إنجليزية ومؤلفة كتب أطفال. توفي والدها عندما كانت طفلة وعاشت مع عمها إدوارد تيلور في ريف أكسفوردشير.
قام بنشر أبيات شعرية ذاتية وحزينة في مجلة السيد منذ عام 1791 . عند وفاة عمها عام 1797 ، بدت وكأنها توقفت عن الكتابة تمامًا. 
في عام 1808 تزوجت من ويليام مستر. نشرت سلسلة من كتب الأطفال (بإسمها بعد الزواج وهو ماري مستر) . كان يُعتقد منذ فترة طويلة أن ماري مستر مؤلفة أخرى إلى أن كشفت الأبحاث التاريخية في عام 1989 أن (ماري لوك وماري مستر) هما شخص واحد.